# 199 Бібліда
199 Бібліда (199 Byblis) — астероїд головного поясу, відкритий 9 липня 1879 року.
Тіссеранів параметр щодо Юпітера — 3,120.